# Révolution biélorusse de 1991
La révolution biélorusse de 1991 est une série de grèves nationales et de rassemblements pro-indépendance contre l'Union Soviétique et ses politiques.

## Contexte
La baisse du niveau de vie et la montée du chômage, ainsi que les politiques de la Glasnost et de la Perestroïka, ont déclenché des manifestations massives et des troubles, principalement des jeunes, exigeant la démocratie et menant des manifestations ouvrières à travers la Biélorussie.

## Déroulement
Les premières manifestations de masse ont eu lieu en avril, lorsque des centaines de milliers de personnes ont agité le drapeau biélorusse blanc-rouge-blanc et exigé la démission du président Mikhaïl Gorbatchev. Des rassemblements massifs ont eu lieu à Brest, Minsk, Mahiliow et Homiel entre avril et mai. Les manifestations pacifiques étaient les plus importantes de l'histoire de la Biélorussie à l'époque. Des manifestations de rue croissantes et une dissidence civile massive ont secoué la Biélorussie en juillet et août. Le 25 août 1991, la Biélorussie a déclaré son indépendance dans le cadre de la dissolution de l'Union soviétique,.

## Militants
- Vera Cerlukevič, leader d'un mouvement de protestation à Minsk Tractor Works.